# Chrysopolis

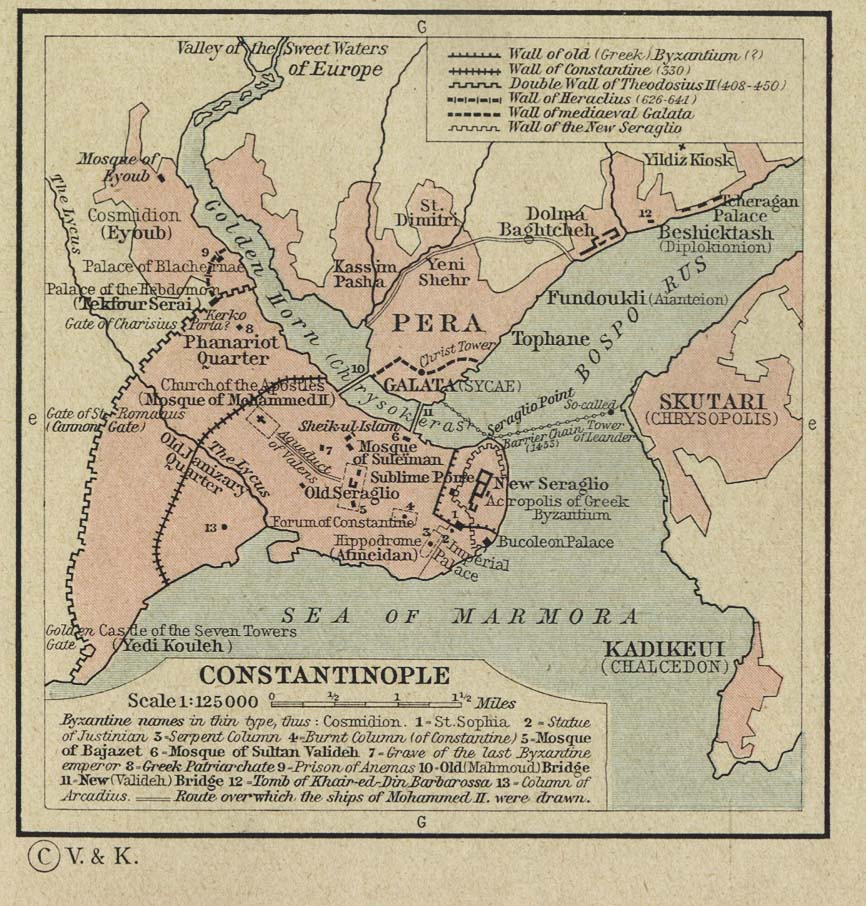
Istanbul vor etwa 550 Jahren

Chrysopolis (altgriechisch Χρυσόπολις ‚goldene Stadt‘) war ein antiker Ort auf der Südseite des Bosporus gegenüber von Konstantinopel, heute der Stadtteil Üsküdar von Istanbul. Sein Hafen besaß in der Antike wie in der byzantinischen und osmanischen Zeit größte Bedeutung als einer der wichtigsten Übergänge zwischen Kleinasien und Europa.
Der Ort ist wohl im 6. Jahrhundert v. Chr. gegründet worden. Obwohl er von Kaiser Justinian I. „die größte Stadt des Abendlandes“ genannt wurde, war er jedoch trotz dieser Bezeichnung nie Polis, sondern ein Teil der Stadt Chalkedon.
Die Bedeutung des Namens war schon im Altertum nicht mehr sicher erklärbar. Einige Quellen meinen, er gehe darauf zurück, dass die Perser hier eine Sammelstelle für Goldabgaben der griechischen Städte gehabt hätten. Häufiger aber ist die Erklärung, dass hier Chrysos begraben war.
Am 18. September 324 siegte hier Kaiser Konstantin I. mit seiner Flotte über Licinius in der Schlacht von Chrysopolis.
Im Mittelalter ist der Ort unter dem Namen Skutarion (Scutari) bekannt, daraus entwickelt sich der türkische Name Üsküdar.
Das Kloster Chrysopolis ist dadurch bekannt, dass 613/14 (BBKL) bzw. 630 (Stadlers Heiligenlexikon) der ehemalige kaiserliche Sekretär Maximus der Bekenner dort eintrat und zum Abt gewählt worden ist. Er blieb dort, bis er 626 bzw. 640 vor den Persern nach Nordafrika fliehen musste.
Der byzantinische Kaiser Michael III. (842–867) wurde in Chrysopolis bestattet, dann aber von Leon VI. nach Konstantinopel übertragen.
1003 verbannte der Patriarch Sergios II. Symeon der Neue Theologe, nach Chrysopolis, wo er sich beim Dorf Paloutikon in einem verfallenen Oratorium, das der hl. Marina geweiht war, niederließ. Auch nach der Rehabilitation blieb er und baute dort ein neues Kloster.
Koordinaten: 41° 2′ N, 29° 1′ O